# Homiliari de Beda
L'homiliari de Beda és un còdex sobre pergamí de 263 folis, i el seu contingut textual són unes homilies. Té la particularitat de defugir l'esquema tradicional de l'homiliari, ja que aquí les homilies no són d'un sol autor, sinó que una major part són comentaris de sant Jeroni a l'evangeli de sant Mateu, de sant Agustí sobre l'Evangeli de sant Joan, i al final comença una homilia o comentari de sant Agustí a la Passió de sant Joan, i a continuació (foli 260) comença una altra homilia sobre la Passió de sant Joan, però aquesta última és de l'anomenat Beda el Venerable, monjo i escriptor anglès dels segles VII-VIII, les obres llatines del qual (ben nombroses) li donen un lloc important en la primera etapa medieval. Fou precisament aquesta homilia de Beda, que ocupa tres folis complets, desconeguda fins que es trobà en aquest còdex, la que li ha donat el nom.
A la regla de l'orde de Sant Benet, fundat l'any 529, s'hi estableix l'obligació de dedicar unes hores cada dia al treball de l'escriptori o Scriptorium. Els monjos benedictins cultivaven les lletres, les arts i les ciències, i s'afanyaven a multiplicar els textos, salvant-los així de la pèrdua i de l'oblit. L'homiliari de Beda n'és un exemple. El que té un valor artístic excepcional d'aquest manuscrit són les miniatures. N'hi havia un total de 40, se'n conserven 35. Alguna de les que falten es troben escampades per museus catalans. Aquestes miniatures són molt estilitzades i de caràcter quasi infantil, com tots els còdexs de l'època al nostre país. Van ser fetes sense pintar, únicament s'hi va utilitzar el vermelló per contrastar i realçar. Les portes dibuixades i altres motius artístics recorden els de la Bíblia de Sant Pere de Rodes (conservada a la Biblioteca Nacional de París). Això fa pensar que hi havia un eix Girona-Ripoll-Sant Pere de Roda, que demostra que els monjos s'ajudaven o constituïen un centre cultural local. En qualsevol cas, aquests dos còdexs, de Girona i de Sant Pere de Rodes, constitueixen un dels més antics monuments de la pintura catalana.